# 洛丽·亨利
洛丽·安·亨利（英語：Lori Ann Henry，1966年3月20日—），美国女子足球运动员，场上位置是后卫。她曾代表美国国家队参加1991年国际足联女子世界杯，结果队伍获得冠军。